# Eupithecia minorata
Eupithecia minorata là một loài bướm đêm trong họ Geometridae.